# Kluki (Smołdzino)

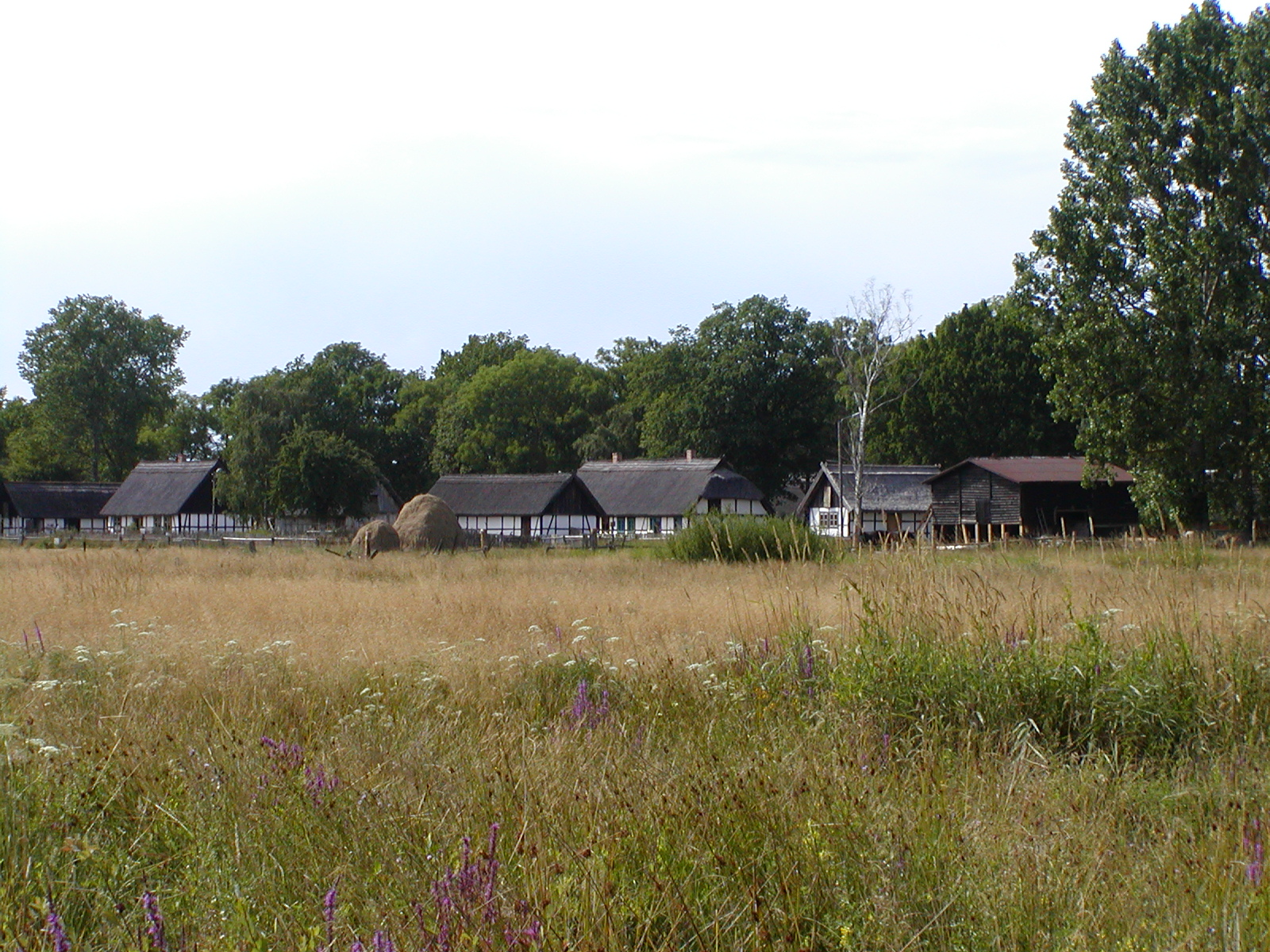
Freilichtmuseum in Kluki

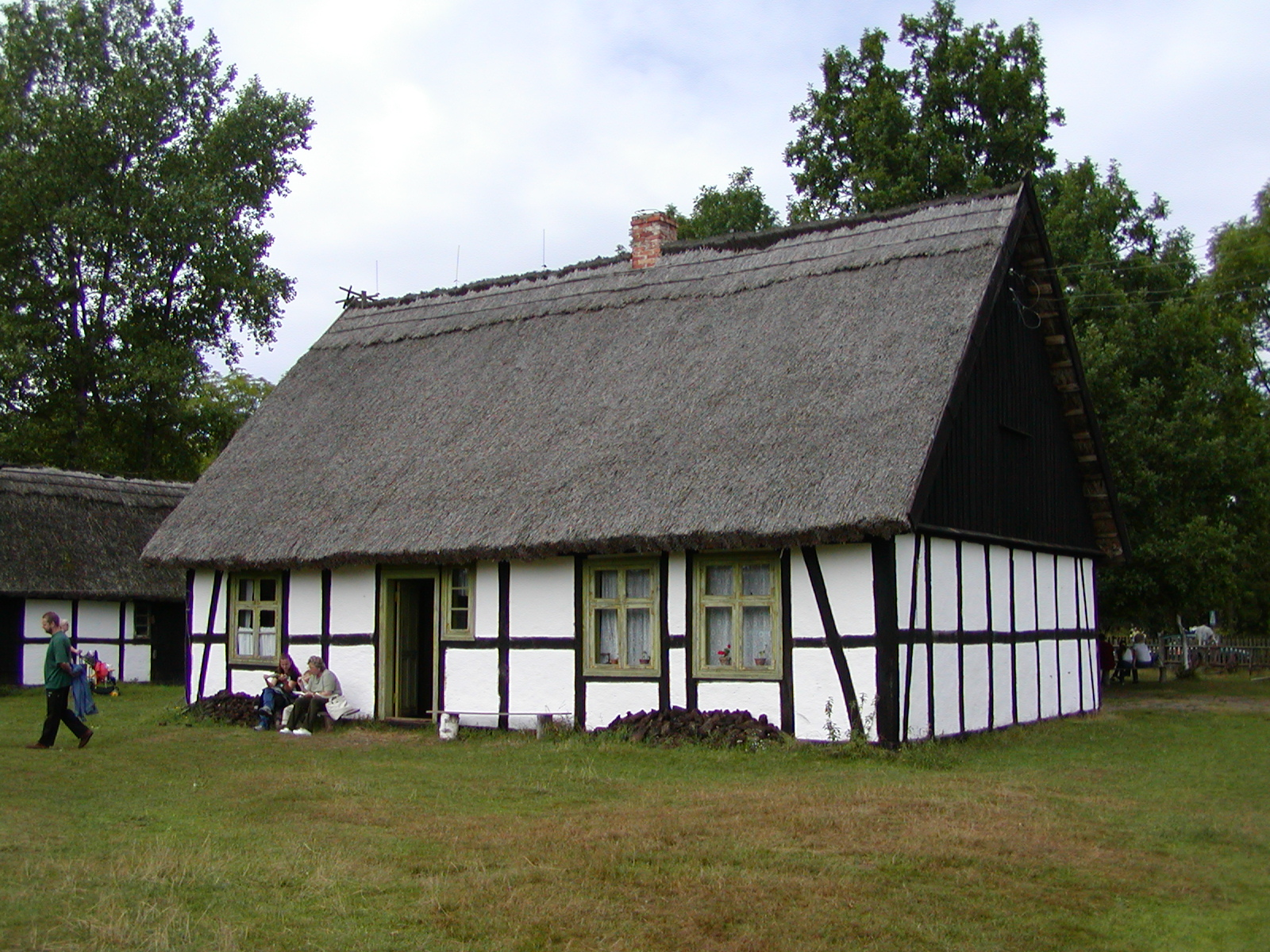
Fachwerkhaus des Freilichtmuseums

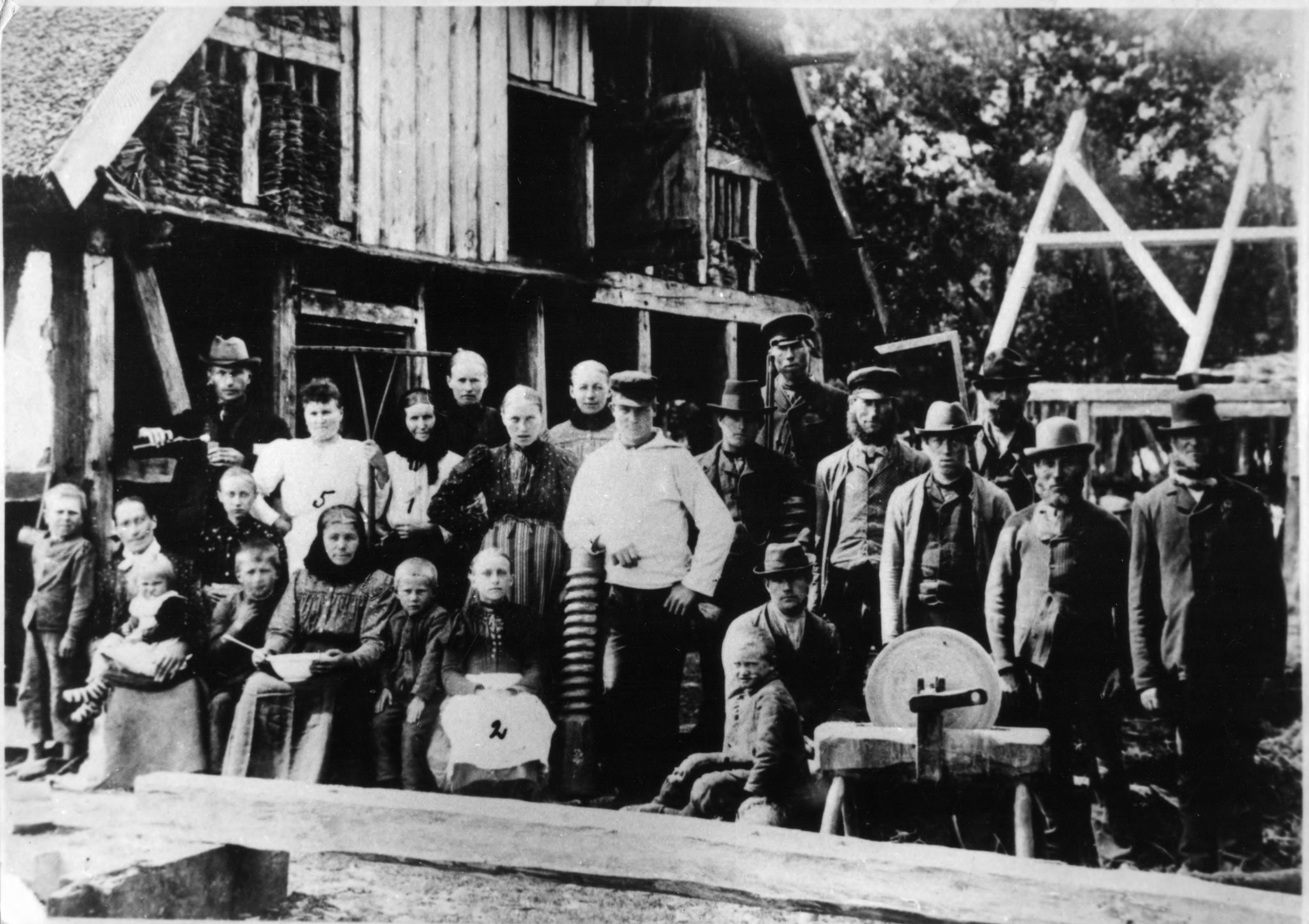
Einwohner von Klucken beim Bau eines Hauses (1898)

Kluki (deutsch Klucken, kaschubisch Klëczi, slowinzisch Kláhi auch Kláčicä) ist ein Dorf in der polnischen Woiwodschaft Pommern und liegt in der Landgemeinde Smołdzino im Powiat Słupski (Kreis Stolp) am Ufer des Leba-Sees. Es war der letzte Ort, an dem die mittlerweile ausgestorbene slowinzische Sprache gesprochen wurde.

## Geographische Lage und Verkehrsanbindung
Das Fischer- und Bauerndorf Kluki liegt in Hinterpommern, etwa sieben Kilometer östlich von Smołdzino (Schmolsin) innerhalb des Słowiński Park Narodowy und ist Zielpunkt der von der Woiwodschaftsstraße 213 herkommenden Straße. Ein Bahnanschluss besteht seit 1945 nach Aufhebung der Bahnlinie Stolp–Gabel–Kuhnhof–Schmolsin der Stolper Bahnen nicht mehr.

## Geschichte
Kluki bestand ursprünglich aus drei Siedlungen, nämlich den Schmolsiner Klucken, den Selesener Klucken und den Zemminer Klucken. Die beiden Siedlungen sind im 20. Jahrhundert aufgegeben worden. Alle drei Siedlungen waren Fischerdörfer, die von größeren Orten aus gegründet wurden, also von Schmolsin (heute Smołdzino), Selesen (heute Żelazo) und Zemmin (heute Ciemino). Die älteste Siedlung waren die Schmolsiner Klucken, die bereits im 17. Jahrhundert unter dem Namen Wittok belegt sind.
Im Jahre 1939 lebten in Klucken 660 Menschen in 154 Haushaltungen bei 97 Wohnhäusern. Das Dorf gehörte zum Landkreis Stolp im Regierungsbezirk Köslin der  Provinz Pommern. Die Gemeindefläche betrug 374 Hektar. In der Gemeinde Klucken gab es insgesamt vier Wohnorte:
- Klucken
- Pawelke
- Selesener Klucken
- Zemminer Klucken

Klucken war damals Teil des Amts-, Standesamts- und Gendarmeriebezirks Schmolsin, amtsgerichtlich war es mit Stolp verbunden.
Gegen Ende des Zweiten Weltkriegs wurde Klucken am 9. März 1945 kampflos von der Roten Armee besetzt. Wie überall im Sperrbereich an der Ostsee mussten die Bewohner das Dorf sofort verlassen. Erst im Mai durften sie zurückkehren. Nach Kriegsende wurde Klucken zusammen mit ganz Hinterpommern unter polnische Verwaltung gestellt. Im Jahre 1946 wurden die ersten Polen in das Dorf umgesiedelt. Das Dorf wurde von den Polen in Kluki umbenannt. In der Nacht zum 3. Januar 1947 erfolgte die erste Vertreibung aus Kluki.
Später wurden in der Bundesrepublik Deutschland 342 und in der DDR 192 aus Klucken vertriebene Dorfbewohner ermittelt.
Das Dorf ist heute ein Ortsteil der Gmina Smołdzino im Powiat Słupski der Woiwodschaft Pommern.

## Kirche
Vor 1945 war die überwiegende Zahl der Einwohner von Klucken evangelischer Konfession. Der Ort gehörte zum Kirchspiel Schmolsin innerhalb des Kirchenkreises Stolp-Altstadt der Kirchenprovinz Pommern in der Kirche der Altpreußischen Union.
Nach 1945 blieb die kirchliche Verbindung nach Smołdzino bestehen, eingebettet in eine katholische Pfarrei mit dem Namen Parafia Trójce Świętej („Hl. Dreifaltigkeit“), die zum Dekanat Główczyce (Glowitz) im Bistum Pelplin innerhalb des Erzbistums Danzig gehört. Evangelische Kirchenglieder werden vom Pfarramt in Słupsk aus betreut, Kirchdorf ist Główczyce in der Diözese Pommern-Großpolen der Evangelisch-Augsburgischen Kirche.

## Schule
Die im Jahre 1932 vierstufige Volksschule hatte vier Klassen, drei Lehrer und 145 Schulkinder.